# Srednje Podunavlje
Srednje Podunavlje (mađarski: Közép-Dunántúl) je jedna od sedam mađarskih statističkih regija.

## Zemljopis
U sastavu regije nalaze se županije Komoransko-ostrogonska, Bila i Vesprimska. Glavni grad i središte regije je Székesfehérvár (Stolni Biograd).

## Naselja

### Županijska središta
- Komoransko-ostrogonska županija:Tatabánya
- Bila županija: Stolni Biograd (Székesfehérvár),[1] Pentela (Dunaújváros)[2]
- Vesprimska župan: Vesprim

### Gradovi
- Komoransko-ostrogonska županija: Ostrogon, Tata, Oroszlány, Komoran, Dorog, Nyergesújfalu, Kisbér, Lábatlan, Bábolna, Ács[3]
- Bila županija: Stolni Biograd, Mór, Sárbogárd, Bička (Bicske), Erčin (Ercsi), Gárdony, Enying, Polgárdi, Martinje (Martonvásár), Velanca (Velence), Džankutaran (Adony)[3]
- Vesprimska županija: Vesprim, Pápa, Ajka, Várpalota, Tapolca, Balatonfüred, Balatonalmádi, Zirc, Šimeg (Sümeg), Berhida, Devecser, Balatonfűzfő, Herend, Badacsonytomaj[3]

## Vanjske poveznice
- Stranica regije  Arhivirana inačica izvorne stranice od 18. listopada 2016. (Wayback Machine)